# The Laziest Men on Mars
The Laziest Men on Mars est un groupe de musique électronique américain.

## Biographie
Le nom de The Laziest Men on Mars provient du film de série B Le Père Noël contre les Martiens, film auquel ils ont régulièrement emprunté des samples pour leurs créations.
Néanmoins, le groupe est principalement connu pour une création n'appartenant pas à ce registre. Il s'agit d'une piste early hardcore intitulée Invasion of the Gabber Robots, qui constitue le remix de la musique du jeu vidéo Zero Wing de Tatsuya Uemura. Le morceau est publié à la fin 2000 par DJ Jeffrey Ray Roberts. Il est utilisé comme musique de fond de l'animation flash All your base are belong to us,. Cette chanson a également été largement reprise et réutilisée dans les créations déposées sur le site MP3.com.
La piste We Are Something Awful est bien du fait du groupe, mais n'était pas disponible sur MP3.com lorsque Vivendi a vendu le domaine à CNET en 2003. On la trouve néanmoins en téléchargement gratuit sur certains sites de téléchargement légal. The Terrible Secret of Space est inspirée du mème internet engendré par une blague faite sur un service de messagerie instantanée par l'éditeur du site humoristique Something Awful (en), Richard Kyanka.

## Discographie
Bien que le groupe ne sorte pas d'album par la voie classique des maisons de disques, leurs compositions sont disponibles sur MP3.com. On y trouve, par ordre d'apparition :
1. Invasion of the Gabber Robots (3:58) [5]
2. The Terrible Secret of Space (5:39)
3. Nothing Can Stop Torg! (3:32)
4. The Laziest Man on Mars (3:28)
5. The Children of Mars (6:16)
6. Happy Softcore (Bleeding Ears Mix) (3:24)
7. Superfly's Johnson (Suck It Down) (2:41)
8. DJ Eat Attack vs. Fat Boys: The Showdown (1:18)
9. Worst Birthday Ever (1:01)
10. Secret of Space (Lightworks Tranceform) (9:14)
11. All Your Dub Are Belong To Us (2:27)
12. The Terrible Secret of Space (Bit Mix) (5:27)
13. The Terrible Secret of Space (Spicy Mix) (4:40)
14. Last Minute Hope (DJnrXic Mix) (3:48)
15. All Your Treble Are Belong To Us (3:53)
16. Nothing Can Stop Torg! (K-Systems Mix) (3:30)
17. All Your Base (Peripheral Mix) (7:07)